# Peggy (Texas)
Peggy è una comunità non incorporata degli Stati Uniti d'America, situata nella contea di Atascosa dello Stato del Texas. Anche se non possiede una personalità giuridica, ha un ufficio postale; il suo Zoning Improvement Plan è 78062. Secondo il censimento effettuato nel 2000 la popolazione di Peggy era formata da 22 persone.

## Geografia
Peggy è situata a 28°44′23″N 98°10′43″W, 27 miglia a sud-est da Jourdanton, all'intersezione tra la Farm Road 99 e una strada asfaltata senza nome.

## Storia
La comunità, fondata intorno al 1930 dai proprietari terrieri H. R. Smith e John Mowinkle, fu inizialmente chiamata Hollywood, ma, in onore di una nipote di quest'ultimo, fu ribattezzata Peggy verso la fine del decennio, in seguito alla costruzione dell'ufficio postale.
Il numero di abitanti della località, pari a 25 nel 1939, raddoppiò entro il 1961, per poi diminuire a 20 negli anni successivi.